# Табачун, Руслан Николаевич
Русла́н Никола́евич Табачу́н (укр. Руслан Миколайович Табачун; род. 13 сентября 1975, Ахтырка, Сумская область) — украинский футболист, выступавший на позиции нападающего

## Биография
Воспитанник ДЮСШ «Нефтяник» (Ахтырка), первый тренер — Анатолий Слободенюк. В начале 90-х был приглашён Валерием Душковым в главную команду ахтырчан, однако в основной состав пробиться не смог, поэтому выступал за любительские коллективы. Дебютировал во второй лиге чемпионата Украины в 1996 году, в составе киевского ЦСКА-2, в стане которого находился во время службы в армии. После демобилизации продолжил играть на любительском уровне. В 1998 году стал игроком купянского «Оскола», выступавшего во второй лиге, где вскоре стал одним из основных игроков и одним из лучших бомбардиров команды. В стартовых четырёх матчах сезона 1999/2000 отличился девятью голами (в частности, оформив два «покера», в ворота «Миргорода» и дружковского «Машиностроителя»), чем привлёк внимание клуба высшей лиги — симферопольской «Таврии», куда и перешёл уже во время зимнего перерыва в чемпионате. В высшем дивизионе дебютировал 18 марта 2000 года, на 74-й минуте выездного матча против полтавской «Ворсклы» заменив Олега Богомола. Провыступав за крымчан полгода, забитыми голами не отметился, в связи с чем по окончании сезона клуб прекратил сотрудничество с игроком.
Сезон 2000/01 начал в кировоградской «Звезде», однако за неё отыграл всего три матча, уже в зимнее трансферное окно перейдя в житомирское «Полесье». Своими выступлениями в составе житомирян, помог команде в 2001 году стать победителем своей группы второй лиги и повыситься в классе. Отыграв за «Полесье» ещё полгода в первом дивизионе, в 2002 году подписал контракт с киевской «Оболонью», с которой стал бронзовым призёром первой лиги в том же году. Затем перешёл в «Красилов», где провёл вторую половину 2002 года, после чего вернулся в родной «Нефтяник», в котором отыграл следующий календарный год. В 2004 году выступал за луганскую «Зарю» и харьковский «Гелиос», в составе харьковчан в 2005 году стал победителем второй лиги, однако после этого покинул команду. Следующий сезон начал в сумском «Спартаке», однако отыграл за не всего три матча. В 2006 году стал игроком двуречанского «Локомотива», цвета которого защищал сначала в любительском чемпионате Украины, а позже — во второй лиге, однако проведя на профессиональном уровне месяц, «железнодорожники» лишились финансирования и были расформированы. После этого игрок завершил профессиональную карьеру. В дальнейшем Табачун выступал в любительских командах из родной Сумщины, а в 2020 году стал играющим тренером ахтырского «Нефтяника». Также играл в Кубке Украины по мини-футболу за ахтырский клуб «ОНПР-Укрнафта»

## Достижения
- Победитель второй лиги чемпионата Украины: 2000/01 (группа «А»), 2004/05 (группа «В»)
- Бронзовый призёр второй лиги чемпионата Украины: 1998/99 (группа «В»)
- Бронзовый призёр первой лиги чемпионата Украины: 2001/02